# Ruffiac (Lot-et-Garonne)
Pour les articles homonymes, voir Ruffiac.
Ruffiac (Rufiac en gascon) est une commune du Sud-Ouest de la France, située dans le département de Lot-et-Garonne, en région Nouvelle-Aquitaine.
Ses habitants sont appelés les Ruffiacais.

## Géographie

### Localisation
La commune est limitrophe du département de la Gironde.

### Communes limitrophes
Ruffiac  est limitrophe de six autres communes dont l'une en Gironde.
Les communes limitrophes sont Romestaing, Cours-les-Bains, Antagnac, Argenton, Poussignac et Saint-Martin-Curton.
|                           | Romestaing          | Argenton   |
| Cours-les-Bains (Gironde) | Ruffiac             | Poussignac |
| Antagnac                  | Saint-Martin-Curton |            |

### Climat
Pour des articles plus généraux, voir Climat de la Nouvelle-Aquitaine et Climat de Lot-et-Garonne.
Historiquement, la commune est exposée à un climat océanique aquitain.  
En 2020, Météo-France publie une typologie des climats de la France métropolitaine dans laquelle la commune est exposée à un climat océanique et est dans la région climatique Aquitaine, Gascogne, caractérisée par une pluviométrie abondante au printemps, modérée en automne, un faible ensoleillement au printemps, un été chaud (19,5 °C), des vents faibles, des brouillards fréquents en automne et en hiver et des orages fréquents en été (15 à 20 jours).
Pour la période 1971-2000, la température annuelle moyenne est de 13,1 °C, avec une amplitude thermique annuelle de 15,1 °C. Le cumul annuel moyen de précipitations est de 807 mm, avec 11 jours de précipitations en janvier et 6,6 jours en juillet. Pour la période 1991-2020, la température moyenne annuelle observée sur la station météorologique la plus proche, située sur la commune de Saint-Martin-Curton à 4 km à vol d'oiseau, est de 13,7 °C et le cumul annuel moyen de précipitations est de 867,2 mm,. Pour l'avenir, les paramètres climatiques de la commune estimés pour 2050 selon différents scénarios d’émission de gaz à effet de serre sont consultables sur un site dédié publié par Météo-France en novembre 2022.

## Urbanisme

### Typologie
Au 1er janvier 2024, Ruffiac est catégorisée commune rurale à habitat très dispersé, selon la nouvelle grille communale de densité à sept niveaux définie par l'Insee en 2022.
Elle est située hors unité urbaine. Par ailleurs la commune fait partie de l'aire d'attraction de Casteljaloux, dont elle est une commune de la couronne,. Cette aire, qui regroupe 14 communes, est catégorisée dans les aires de moins de 50 000 habitants,.

### Occupation des sols

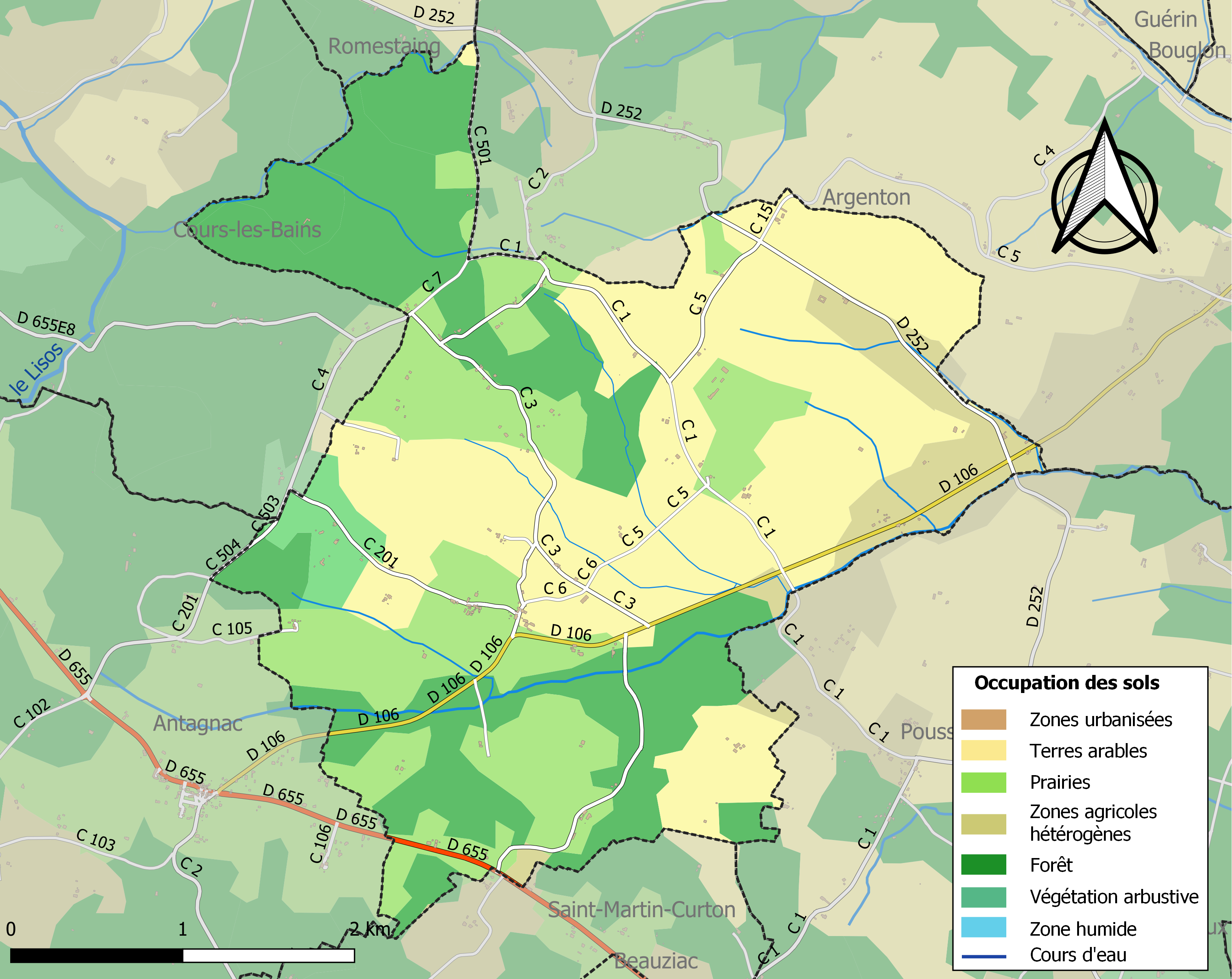
Carte des infrastructures et de l'occupation des sols de la commune en 2018 (CLC).

L'occupation des sols de la commune, telle qu'elle ressort de la base de données européenne d’occupation biophysique des sols Corine Land Cover (CLC), est marquée par l'importance des territoires agricoles (68,3 % en 2018), en diminution par rapport à 1990 (72,3 %). La répartition détaillée en 2018 est la suivante : 
terres arables (38,7 %), forêts (29,3 %), prairies (23,1 %), zones agricoles hétérogènes (6,5 %), milieux à végétation arbustive et/ou herbacée (2,4 %). L'évolution de l’occupation des sols de la commune et de ses infrastructures peut être observée sur les différentes représentations cartographiques du territoire : la carte de Cassini (XVIIIe siècle), la carte d'état-major (1820-1866) et les cartes ou photos aériennes de l'IGN pour la période actuelle (1950 à aujourd'hui).

### Risques majeurs
Le territoire de la commune de Ruffiac est vulnérable à différents aléas naturels : météorologiques (tempête, orage, neige, grand froid, canicule ou sécheresse), feux de forêts, mouvements de terrains et séisme (sismicité très faible). Il est également exposé à un risque technologique, le transport de matières dangereuses. Un site publié par le BRGM permet d'évaluer simplement et rapidement les risques d'un bien localisé soit par son adresse soit par le numéro de sa parcelle.

#### Risques naturels
Ruffiac est exposée au risque de feu de forêt. Depuis le 20 avril 2016, les départements de la Gironde, des Landes et de Lot-et-Garonne disposent d’un règlement interdépartemental de protection de la forêt contre les incendies. Ce règlement vise à mieux prévenir les incendies de forêt, à faciliter les interventions des services et à limiter les conséquences, que ce soit par le débroussaillement, la limitation de l’apport du feu ou la réglementation des activités en forêt. Il définit en particulier cinq niveaux de vigilance croissants auxquels sont associés différentes mesures,.
Les mouvements de terrains susceptibles de se produire sur la commune sont des tassements différentiels.

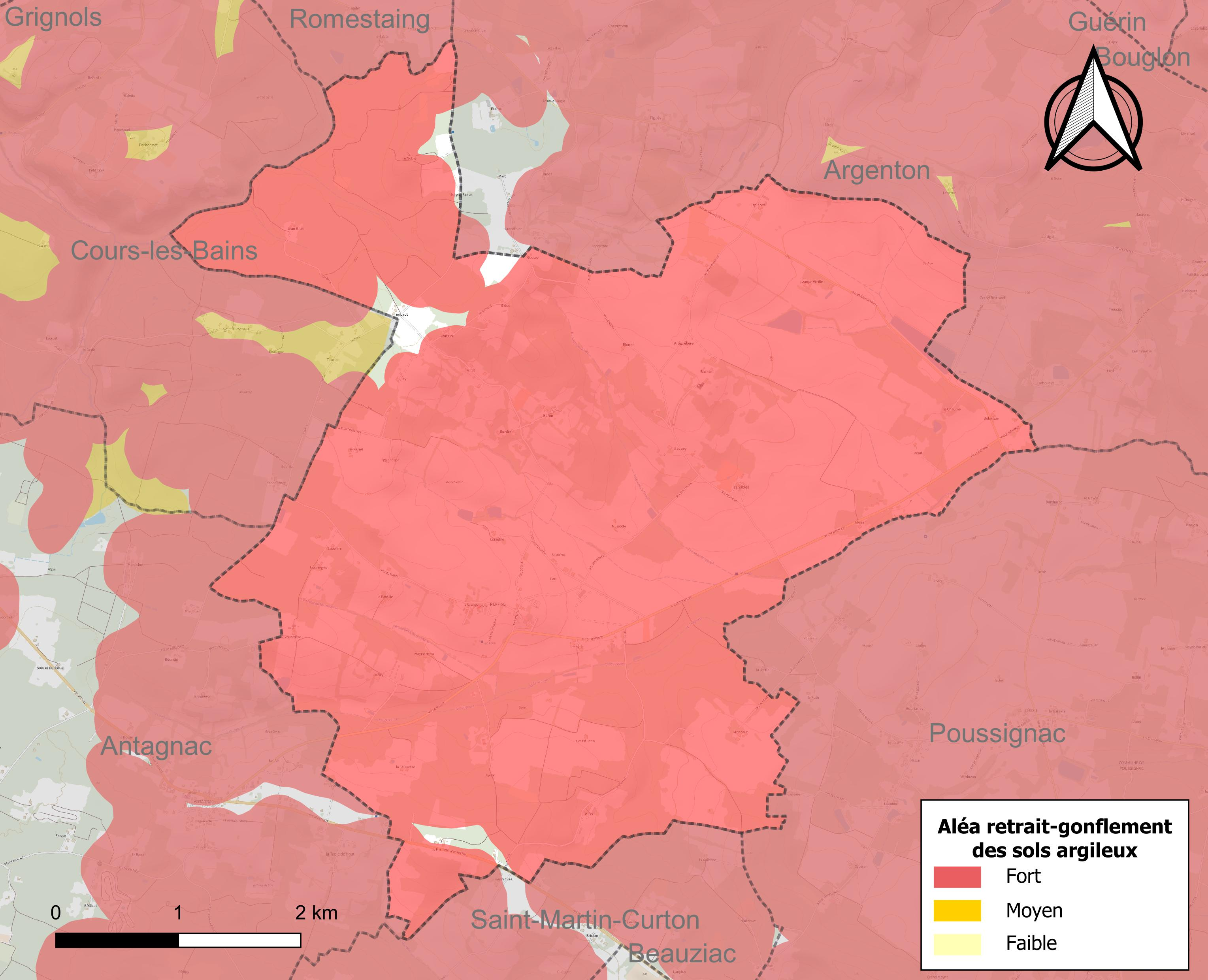
Carte des zones d'aléa retrait-gonflement des sols argileux de Ruffiac.

Le retrait-gonflement des sols argileux est susceptible d'engendrer des dommages importants aux bâtiments en cas d’alternance de périodes de sécheresse et de pluie. 98,2 % de la superficie communale est en aléa moyen ou fort (91,8 % au niveau départemental et 48,5 % au niveau national). Depuis le 1er octobre 2020, en application de la loi ELAN, différentes contraintes s'imposent aux vendeurs, maîtres d'ouvrages ou constructeurs de biens situés dans une zone classée en aléa moyen ou fort,.
La commune a été reconnue en état de catastrophe naturelle au titre des dommages causés par les inondations et coulées de boue survenues en 1983, 2007, 2009 et 2018 et

## Histoire
La population de Volgelsheim (Haut-Rhin) fut déplacée dans la commune et dans celle voisine d'Antagnac de septembre 1939 à juin 1940, une largeur de 10 km de la zone rhénane ayant été évacuée pour laisser place aux armées françaises. Une rue de Volgelsheim porte le nom de rue de Ruffiac.
En 1972, la commune est réunie à celle voisine d'Antagnac et en 2001, les deux communes sont à nouveau séparées.

## Politique et administration
| Période                                  | Période  | Identité           | Étiquette      | Qualité     |
| ---------------------------------------- | -------- | ------------------ | -------------- | ----------- |
| 1967                                     | 1983     | Albert Labadie     |                |             |
| 1983                                     | 2008     | André Laporte      | Sans étiquette | Charpentier |
| 2008                                     | 2020     | Bernard Louvancour | Sans étiquette |             |
| 2020                                     | En cours | Didier Le Jallé    |                |             |
| Les données manquantes sont à compléter. |          |                    |                |             |

## Démographie
| 1793 | 1800 | 1806 | 1821 | 1831 | 1836 | 1841 | 1846 | 1851 |
| ---- | ---- | ---- | ---- | ---- | ---- | ---- | ---- | ---- |
| 326  | 247  | 397  | 408  | 498  | 499  | 503  | 522  | 520  |

| 1856 | 1861 | 1866 | 1872 | 1876 | 1881 | 1886 | 1891 | 1896 |
| ---- | ---- | ---- | ---- | ---- | ---- | ---- | ---- | ---- |
| 509  | 500  | 542  | 504  | 522  | 489  | 492  | 438  | 425  |

| 1901 | 1906 | 1911 | 1921 | 1926 | 1931 | 1936 | 1946 | 1954 |
| ---- | ---- | ---- | ---- | ---- | ---- | ---- | ---- | ---- |
| 397  | 415  | 405  | 376  | 340  | 291  | 302  | 286  | 259  |

| 1962 | 1968 | 2006 | 2008 | 2013 | 2018 | 2022 | - | - |
| ---- | ---- | ---- | ---- | ---- | ---- | ---- | - | - |
| 258  | 221  | 167  | 172  | 164  | 178  | 180  | - | - |

## Lieux et monuments
- Église Saint-Pierre-ès-Liens de Ruffiac
- Église Saint-Martin de Bachac
- Château de Bachac

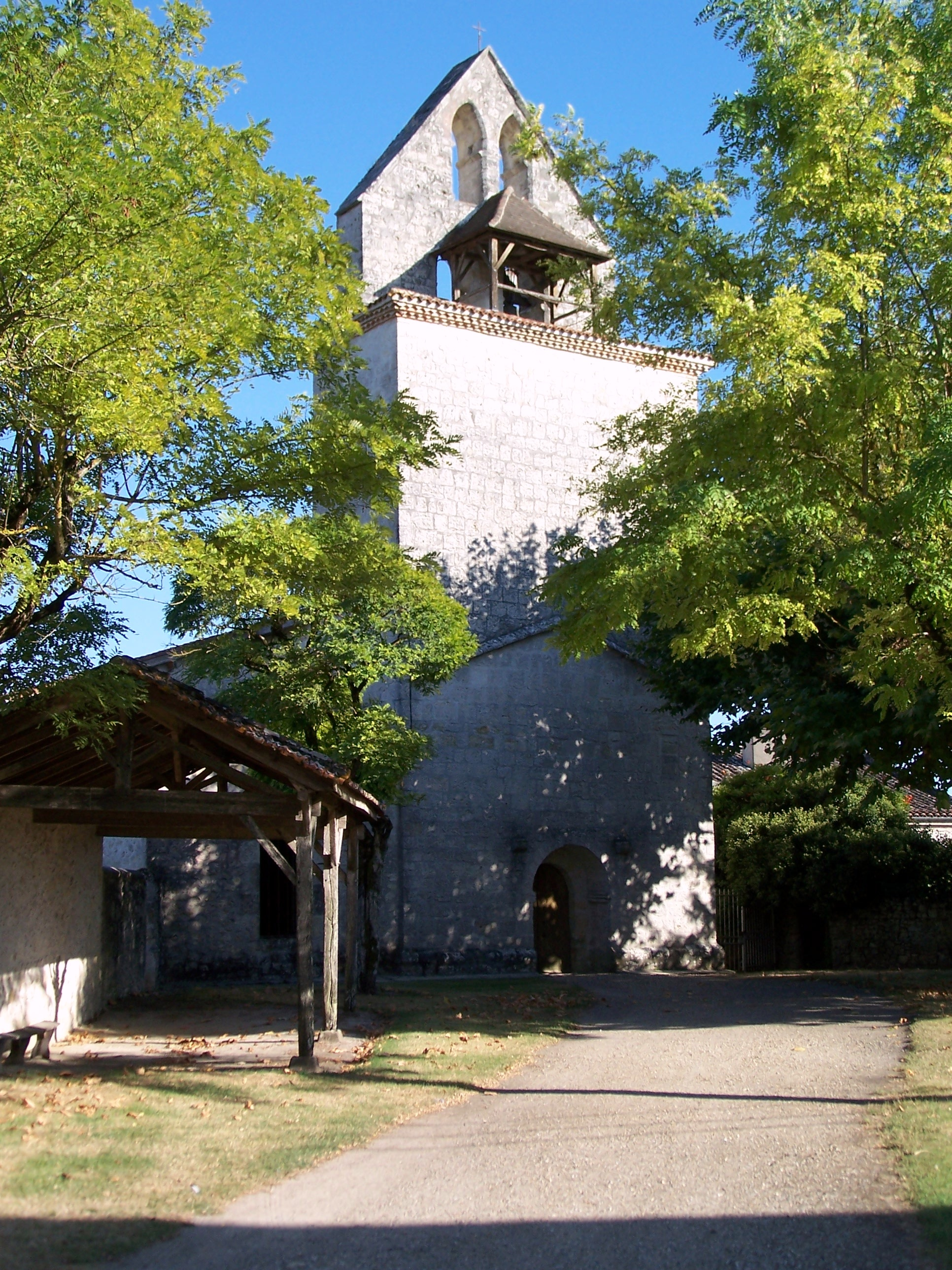
L'église Saint-Pierre-ès-Liens.(sept. 2012).
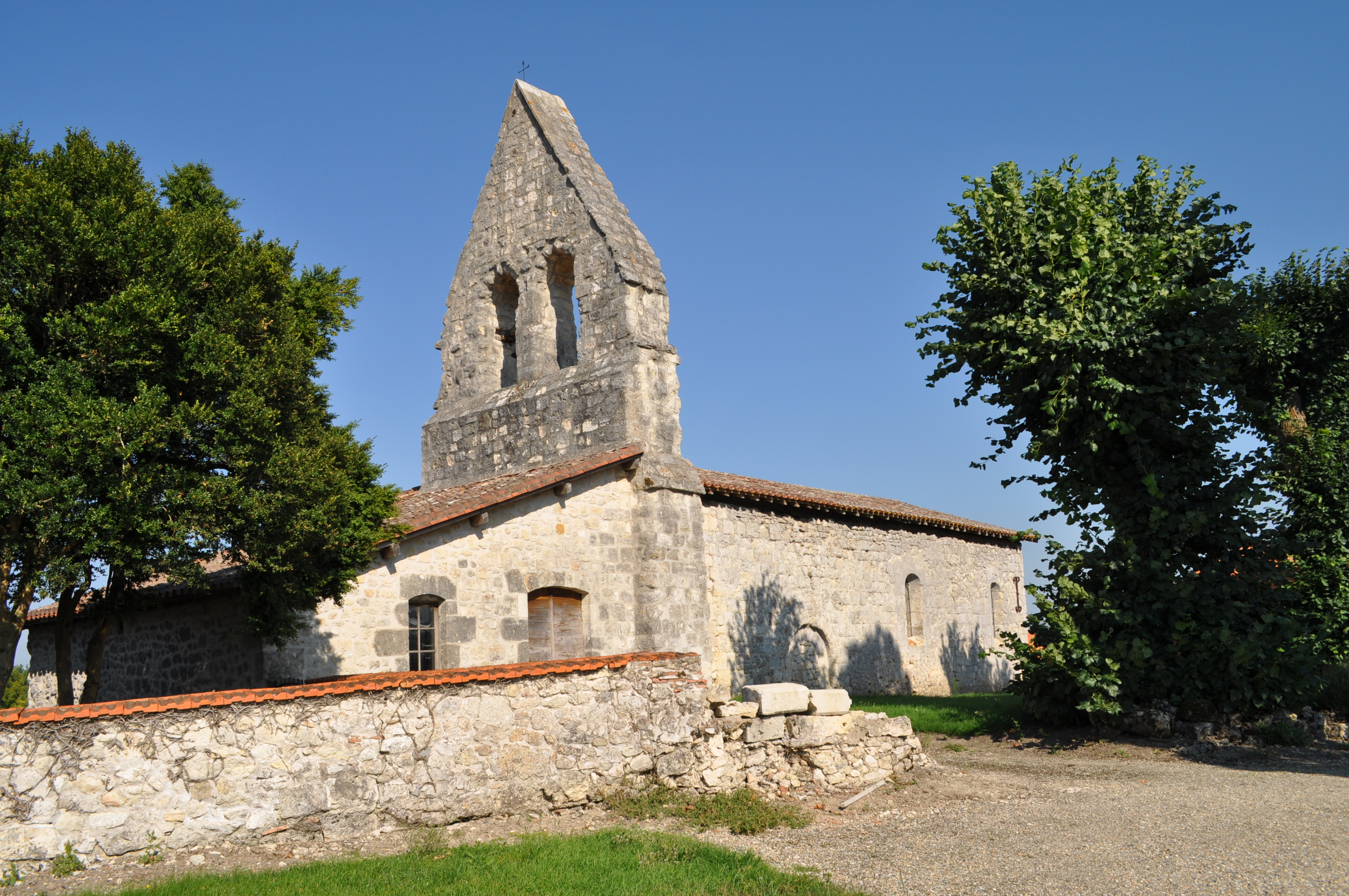
L'église de Bachac.
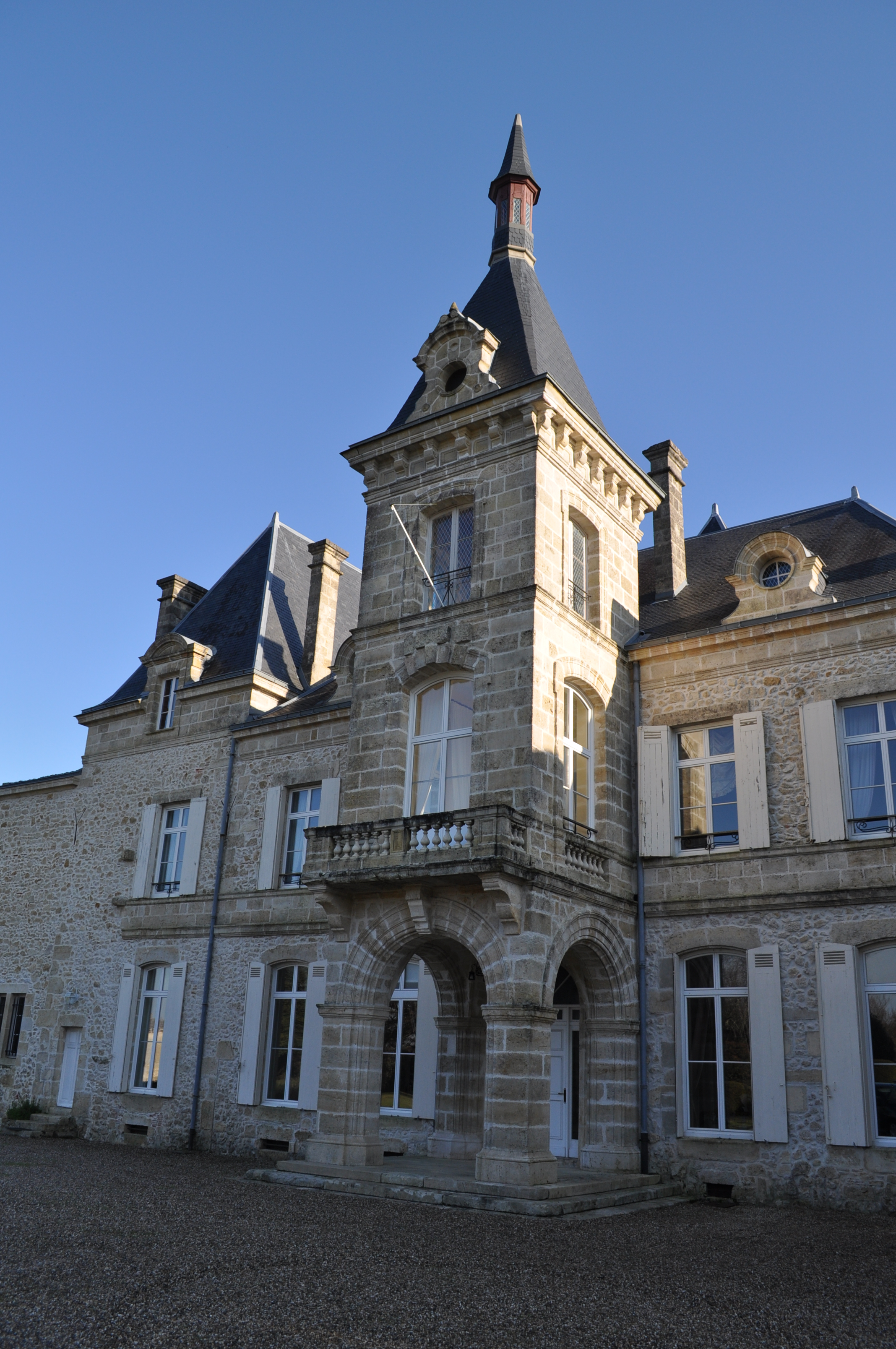
Le château de Bachac.
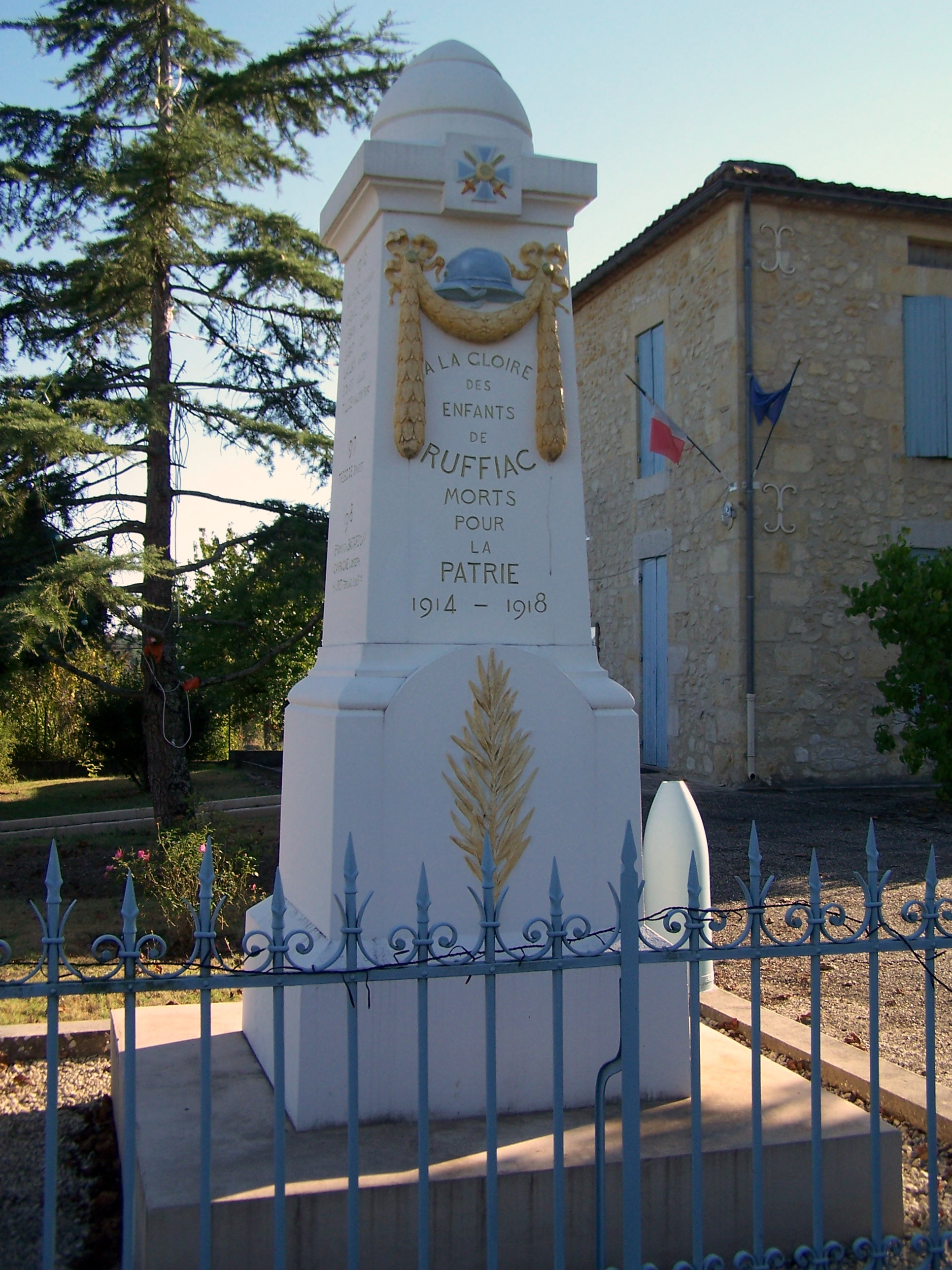
Le monument aux morts près de la mairie (sept. 2012).